# 3 décembre 2012
Le lundi 3 décembre 2012 est le 338e jour de l'année 2012.

## Décès
- Betty G. Miller (née le 27 juillet 1934), peintre américaine
- Fyodor Khitruk (né le 1er mai 1917), animateur et réalisateur d'animation soviétique puis russe
- Gueorgui Borissenko (né le 25 mai 1922), joueur d'échecs soviétique puis ukrainien
- Janet Shaw (née le 7 octobre 1966), actrice américaine
- Jules Mikhael Al-Jamil (né le 18 novembre 1938), prélat irakien de l'église catholique syriaque
- Leo Rajendram Antony (né le 18 avril 1927), prélat catholique srilankais
- Peter Kiesewetter (né le 1er mai 1945), compositeur allemand
- Thérèse Sauvageau (née le 28 décembre 1915), écrivaine canadienne
- Tommy Berggren (né le 20 avril 1950), joueur de football suédois

## Événements
- En Ukraine, le Premier ministre Mykola Azarov présente sa démission ainsi que celle de son gouvernement[1].
- Le typhon Bopha, appelé Pablo provoque la mort d'au moins 500 personnes et 400 disparus sur l'île de Mindanao au sud des Philippines [2]
- Début de la 10e édition des championnats d'Europe de handball féminin aux Pays-Bas.
- Sortie de l'album Bish Bosch de Scott Walker
- Sortie de l'album Contagieuse de Zaho
- Sortie de la chanson Superstar de Madonna
- Sortie de la série télévisée Un monde sans fin